# Parque nacional Mooball
El Parque Nacional Mooball es un parque nacional en  (Australia), ubicado a 648 km al noreste de Sídney.

## Ficha
- Área: 12 km²
- Coordenadas: 28°23′18″S 153°27′53″E / -28.38833, 153.46472
- Fecha de Creación: 1 de enero de 1999
- Administración: Servicio Para la Vida Salvaje y los Parques Nacionales de Nueva Gales del Sur
- Categoría IUCN: II